# Raphaela Lukudo
Raphaela Boaheng Lukudo (ur. 29 lipca 1994 w Aversie) – włoska lekkoatletka, sprinterka.
Urodziła się w rodzinie pochodzącej z Sudanu. Specjalizuje się w biegu na 400 metrów. Zajęła 5. miejsce w sztafecie 4 × 400 metrów na mistrzostwach Europy juniorów w 2013 w Rieti. Na halowych mistrzostwach świata w 2018 w Birmingham zajęła 5. miejsce w sztafecie 4 × 400 metrów oraz odpadła w półfinale biegu na 400 metrów.
Zwyciężyła w sztafecie 4 × 400 metrów (w składzie: Maria Benedicta Chigbolu, Ayomide Folorunso, Lukudo i Libania Grenot) na igrzyskach śródziemnomorskich w 2018 w Tarragonie. Sztafeta włoska ustanowiła wówczas rekord igrzysk czasem 3:28,08. Na mistrzostwach Europy w 2018 w Berlinie włoska sztafeta 4 × 400 metrów (w tym samym składzie) zajęła 5. miejsce.
Lukudo zdobyła brązowy medal w sztafecie 4 × 400 metrów (w składzie: Lukudo, Folorunso, Chiara Bazzoni i Marta Milani) na halowych mistrzostwach Europy w 2019, a w biegu na 400 metrów zajęła 5. miejsce. Ponownie zwyciężyła w sztafecie 4 × 400 metrów (w składzie: Anna Polinari, Virginia Troiani, Lukudo i Giancarla Trevisan) na igrzyskach śródziemnomorskich w 2022 w Oranie.
Zdobyła tytuł mistrzyni Włoch w biegu na 400 metrów w 2018 oraz w sztafecie 4 × 400 metrów w latach 2016–2018, a w hali była mistrzynią swego kraju w biegu na 400 metrów w 2018 i 2019 oraz w biegach rozstawnych 4 × 200 metrów w 2015 i 4 × 400 metrów w 2020.
Rekordy życiowe Lukudo:
- bieg na 400 metrów – 52,38 (8 września 2018, Pescara)
- bieg na 400 metrów (hala) – 52,48 (2 marca 2019, Glasgow)